# مؤیدالملک
مؤیدالملک یک سیاست‌مدار و سراینده ایرانی فرزند نظام‌الملک بود که از سال ١٠٩۴ تا ١٠٩۵ در جایگاه وزیر برکیارق سلجوقی و بعدها از ١٠٩٩ تا ١١٠١ در جایگاه وزارت شاهزاده تپر سلجوقی کار کرد. او پرتوان‌ترین و باهوش‌ترین فرزندان نظام‌الملک بود که از دید توانایی به او توانست نزدیک شود.

## پیشینه
او زاده ١٠٥١ بود و اینگونه می‌نماید که دومین فرزند نظام‌الملک بود. خانواده او از بلندپایگان دهقان; از بزرگان زمین‌دار شمرده‌می‌شدند و بومی سرزمین خاور ایران، خراسان بودند.

## زندگی‌نامه
مؤیدالملک ده سال نخست پادشاهی ملکشاه (یعنی از ۱۰۷۲ تا ۱۰۸۲ که هم‌زمان با ۲۰ تا ۳۰ سالگی موید بود) را در بغداد و استان جزیره گذراند.
در سال ١٠٨٧ در پی ناسازگاری دینی میان فرقه‌های اسلامی، شورش‌های مرگباری در بغداد رخ داد. مؤیدالملک که در آن هنگام در شهر بود با کمک عمید (فرماندار سلجوقی بغداد) شورش‌ها را فرو نشاند.
پس از سرنگونی ابوالمحاسن سید الرؤسا در ١٠٨٣/٤ مؤیدالملک در جایگاه طغرائی (منشی اداری) جانشین وی شد.
با این همه این جایگاه را کم می‌دید و از همین روی خواستار کناره‌گیری شد. وی سپس به عراق رفت و در آنجا در جایگاه دیپلمات سرگرم کار شد.
پس از این نمونه نام موید در نوشتارهای تاریخی تا ١٠ سال آینده دیده نمی‌شود. برخی از سروده‌های معزی بازگوینده آن است که وی در سرزمین سیستان و هرات خراسان در خاور ایران بوده است.
مؤیدالملک در ماه‌های پایانی سال ١٠٩٤ در خراسان بود، ولی برای پیوستن به برکیارق به پایتخت اصفهان رفت و و در آنجا به جایگاه وزیری گماشته شد.
او همراهی کسان برجسته عراق و خراسان را که به تتش پیوسته بودند را بدست آورد یا به آنها باج داد تا به پیمان با برکیارق بازگردند.
او همچنین جایگاه کلیدی در شکست تتش در سال ١٩٠٥ در داشیلو، نزدیک ری، داشت. برکیارق خود از او سپاسگزاری کرد. با این همه، او به زودی از چشم پادشاه افتاد.
او زبیده خاتون، مادر برکیارق را که چیرگی فراوانی بر پسرش داشت، از خود بیگانه کرده بود. افزون بر این، او با برادرش فخرالملک بر سر گوهرافزارهایی که از پدرشان به جا مانده بود، درگیر شده بود.
فخرالملک به برکیاروق در برابر جایگاه وزیری، سرمایه هنگفتی را پیشنهاد کرد که پذیرفت. اینگونه مؤید الملک برکنار شد.
او به زودی به فرمانبرداری برادر ناتنی برکیارق , تپر  درآمد و به کرسی وزیری او نشست. مؤیدالملک از جایگاه تازه‌اش برای کین‌ستانی از همآوردهای خود بهره برد که این کار سخت نبود زیرا تپر هنوز به بزرگ‌سالی نرسیده بود . (در آن هنگام نزدیک ١٧ سال داشت)
نظامیه (پشتیبان‌های نظام الملک) و خانواده‌های سرشناس اصفهان نیز به تپر  پیوستند و در برابر آمدن برکیارق به شهر ایستادند. این شورش از پایگاه تپر  در شهر گنجه در اران آغاز شد که در سال ١٠٩٣ ازسوی برکیارق به عنوان اقطاع (واگذاری زمین) به او داده شده بود.
دست یافتن تپر  به شهر ری، آسیب‌پذیری قلمرو برکیارق را آشکار کرد. سعدالدوله گوهرآئین، شیحنه (فرمانده لشگری) بغداد، به زودی به تپر  پیوست، که نشان‌گر زمان افزوده شدن بغداد به سرزمین‌های اوست.
با این همه، جنگ پنج ساله همچنان بی‌فرجام بود و بغداد بارها دست به دست می‌شد. تپر با پشتیبانی احمد سنجر (که برکیارق را خوار می‌شمرد) هم نتوانست همآورد خود را شکست دهد.
در سال ١١٠١، نیروهای تپر در نبردی در نزدیکی همدان شکست خوردند که به دستگیری مؤیدالملک و افتادنش به دست برکیارق انجامید. او از سوی خود برکیارق کشته‌شد.

## میراث و ارزیابی
مؤیدالملک به ویژه پشتیبان سرایندگان به دو زبان عربی و پارسی بود و خود گهگاه رباعی به پارسی می‌سرود که از سوی عطار و عوفی بازگو شده است.

## بن‌مایه
- همکاری‌کنندگان ویکی‌پدیا، «Mu'ayyid al-Mulk»، ویکی‌پدیای انگلیسی، دانشنامهٔ آزاد (بازیابی ۱۸ دی ۱۴۰۱)